# Llanfair Clydogau
Llanfair Clydogau es una población galesa ubicada en ambas márgenes del río Teifi en el noreste del condado de Ceredigion, cerca de Lampeter y de la calzada romana Sarn Helen. La población de la parroquia de Llanfair Clydogau es de 634 personas, según el censo de 2011.
El nombre de Llanfair significa «parroquia de la Santa María» y Clydogau «en las orillas de los tres ríos Clywedog».

## Monumentos
- Iglesia de Santa María, siglo XVI[3]
- Capel Mair, siglo XIX[2]

## Personajes célebres
- John Thomas (1838-1905), fotógrafo retratista